# Arhopalus exoticus
Arhopalus exoticus är en skalbaggsart som först beskrevs av Sharp 1905. Arhopalus exoticus ingår i släktet Arhopalus och familjen långhorningar.
Artens utbredningsområde är:
- Laos.
- Myanmar.
- Taiwan.

Inga underarter finns listade.